# Valle Flor
Valle Flor (ou Valle Flôr, Vale Flor) est une localité de Sao Tomé-et-Principe située au nord de l'île de Sao Tomé, dans le district de Lobata. C'est une ancienne roça.

## Population
Lors du recensement de 2012, 6 habitants y ont été dénombrés.

## Roça
Comme Bela Vista, c'était l'une des nombreuses dépendances de la roça Rio do Ouro (renommée « roça Agostinho Neto »). Son nom fait référence au marquis de Valle Flor, José Luís Constantino Dias (pt) (1855-1932), grand propriétaire terrien à Sao Tomé.
Tous les édifices de cette roça-terreiro – structurée autour d'un espace central – se trouvent à l'intérieur d'une enceinte ne comportant que deux entrées.
Photographies et croquis réalisés en 2011 mettent en évidence la disposition des bâtiments, leurs dimensions et leur état à cette date.